# Індіан-Шорс (Флорида)
Індіан-Шорс (англ. Indian Shores) — місто (англ. town) в США, в окрузі Пінеллас штату Флорида. Населення — 1190 осіб (2020).

## Географія
Індіан-Шорс розташований за координатами 27°51′2″ пн. ш. 82°50′41″ зх. д. / 27.85056° пн. ш. 82.84472° зх. д. (27.850689, -82.844785).  За даними Бюро перепису населення США в 2010 році місто мало площу 2,42 км², з яких 0,88 км² — суходіл та 1,55 км² — водойми.

## Демографія
Згідно з переписом 2010 року, у місті мешкало 1420 осіб у 810 домогосподарствах у складі 440 родин. Густота населення становила 586 осіб/км².  Було 2625 помешкань (1083/км²).
Расовий склад населення:
| - 96,5 % — білих - 1,2 % — азіатів - 0,4 % — чорних або афроамериканців - 0,1 % — вихідців з тихоокеанських островів |

До двох чи більше рас належало 0,8 %. Частка іспаномовних становила 6,0 % від усіх жителів.
За віковим діапазоном населення розподілялося таким чином: 5,9 % — особи молодші 18 років, 55,6 % — особи у віці 18—64 років, 38,5 % — особи у віці 65 років та старші. Медіана віку мешканця становила 60,5 року. На 100 осіб жіночої статі у місті припадало 96,9 чоловіків;  на 100 жінок у віці від 18 років та старших — 95,9 чоловіків також старших 18 років.
Середній дохід на одне домашнє господарство  становив 87 594 долари США (медіана — 54 115), а середній дохід на одну сім'ю — 124 675 доларів (медіана — 79 750). Медіана доходів становила 62 396 доларів для чоловіків та 50 865 доларів для жінок. За межею бідності перебувало 10,2 % осіб, у тому числі 12,1 % дітей у віці до 18 років та 9,1 % осіб у віці 65 років та старших.
Цивільне працевлаштоване населення становило 641 особа. Основні галузі зайнятості: освіта, охорона здоров'я та соціальна допомога — 20,9 %, науковці, спеціалісти, менеджери — 16,1 %, мистецтво, розваги та відпочинок — 13,6 %, фінанси, страхування та нерухомість — 13,3 %.